# Cantonul Fère-en-Tardenois
Cantonul Fère-en-Tardenois este un canton din arondismentul Château-Thierry, departamentul Aisne, regiunea Picardia, Franța.

## Comune
- Beuvardes
- Brécy
- Bruyères-sur-Fère
- Le Charmel
- Cierges
- Coincy
- Coulonges-Cohan
- Courmont
- Dravegny
- Fère-en-Tardenois (reședință)
- Fresnes-en-Tardenois
- Goussancourt
- Loupeigne
- Mareuil-en-Dôle
- Nanteuil-Notre-Dame
- Ronchères
- Saponay
- Sergy
- Seringes-et-Nesles
- Vézilly
- Villeneuve-sur-Fère
- Villers-Agron-Aiguizy
- Villers-sur-Fère